# کیبل (کمیک)
کیبل (به انگلیسی: Cable) (ناتان سامرز) یک شخصیت خیالی در کتاب‌های کامیک آمریکایی منتشر شده توسط مارول کامیکس است که اغلب با تیم‌های ایکس-فورس و مردان ایکس در ارتباط است. ناتان سامرز به دست کریس کلیرمونت و ریک لئوناردی خلق شده و برای اولین بار در شماره ۲۰۱ام از مجموعه کمیک مردان-ایکس غیرطبیعی (ژانویه ۱۹۸۶) معرفی شد، اگرچه شخصیت بالغ کیبل توسط لوئیس سیمونسون و راب لایفلد خلق شده‌است و در جهش‌یافته‌های جدید شماره ۸۷ام (مارس ۱۹۹۰) معرفی شد.
ناتان سامرز پسر بیولوژیکی شخصیت ابرقهرمان سایکلاپس (اسکات سامرز) و مدلاین پریور (همتاسازی مولکولی جین گری) است که در زمان حال به دنیا آمده، اما به آینده فرستاده شده‌است. او که قدرت‌هایش شامل دورآگاهی، دورجنبی، واسط مغز و رایانه، سایبرنتیک تقویت شده، تفنگ‌دار و مبارز تن به تن حرفه‌ای می‌شود، عضو گروه‌های ابرقهرمانانه‌ای چون مردان ایکس، ایکس-فورس، اسکانی، دسته شش، جهش‌یافته‌های جدید و زیرزمین است.
جاش برولین در فیلم ددپول ۲ (۲۰۱۸) به کارگردانی دیوید لیتچ، در این فیلم نقش این شخصیت را به عهده گرفت. این اولین حضور رسمی این شخصیت در یک فیلم سینمایی محسوب می‌شود در این فیلم گذشته او تغییر کرده‌است و او در واقع سربازی بود که دنبال یک قاتل جهش یافته به اسم مشت اتشین و این قاتل برای انتقام از او فرزندش هوپ سامرز و همسرش را سوزاند به همین دلیل او به گذشته امد تا مشت اتشین را در کودکی بکشد